# GreEn-ER
GreEn-ER (Grenoble énergie - enseignement et recherche) est un pôle d'innovation de dimension mondiale sur l'énergie et les ressources renouvelables créé en 2012 et installé 21 rue des Martyrs à Grenoble, au cœur du polygone scientifique.

## Présentation
Porté par la communauté Université Grenoble-Alpes et piloté par l'Institut polytechnique de Grenoble, ce pôle voit la pose de la première pierre d'un bâtiment de 23 000 m2 le 2 septembre 2013 en présence de la ministre de l'Enseignement supérieur et de la Recherche, Geneviève Fioraso. Il accueille 1 450 étudiants et 550 professeurs ou chercheurs.
Le bâtiment mis en service à la rentrée 2015 est une concrétisation du premier partenariat public privé faisant partie des investissements du Plan Campus de rénovation des universités et signé le 20 juillet 2012. La mission de ce pôle de compétitivité est de relever les défis de la production d’énergies renouvelables et de s’intéresser aux questions du stockage, de la maîtrise et de l’efficacité énergétique. L'édifice en lui-même devra être exemplaire sur le plan de la consommation d'énergie, et doit afficher une consommation d'énergie 35 % en dessous des exigences de la réglementation thermique 2012.
GreEn-ER regroupe des formations d'ingénieurs portées par Grenoble INP, l'université Grenoble-Alpes et Grenoble École de management. Dès le mois de septembre 2015, l'école nationale supérieure de l'énergie, l'eau et l'environnement a intégré ces nouveaux locaux de type "bâtiment intelligent". Elle profite de ce nouveau site pour étendre son offre d'apprentissage en proposant une formation en alternance « ingénierie de la production et de la fourniture d’énergie » en lien avec les laboratoires de la région. Le G2Elab (Grenoble Electrical Engineering) s'installe également dans cet édifice.

## Accès
GreEn-ER est desservi par la ligne B du tramway de Grenoble, station CEA-Cambridge.